# Đà Nẵng
Đà Nẵng ([ɗâː nǎˀŋ]ⓘ conocida en la época colonial francesa como Tourane) es la mayor ciudad portuaria del centro y sur de Vietnam en la costa del mar de China. Es uno de los cinco municipios independientes del país. Según el censo de 2009, tenía 887 069 habitantes.

## Etimología
La mayoría de los nombres por los que ha sido conocida Đà Nẵng hacen referencia a su posición en el estuario del río Hàn. Se supone que el nombre actual es una adaptación vietnamita de la palabra cham da nak, que se traduce como "nacimiento de un gran río".
El nombre chino 峴港, se traduce como "puerto que tiene muchos mejillones" o "puerto en una pequeña pero peligrosa montaña". Esta última interpretación se toma como referencia a la cercana montaña Sơn Trà.

## Historia
Fue un puerto de llegada para los misioneros europeos y ocupada por Napoleón III durante su campaña en la Cochinchina en agosto de 1858 (2350 soldados de Francia y España), fue rebautizada con el nombre de Tourane.
Durante la guerra de Indochina se la consideró una de las cinco principales ciudades de la Península de Indochina. Y durante la guerra de Vietnam fue el lugar de desembarco del primer contingente de marines en 1965 y la principal base aérea de Estados Unidos con capacidad para descargar 27 000 toneladas de suministros al día. La base tenía una media de 2595 vuelos diarios, más que cualquier aeropuerto en aquellos momentos. También fue un lugar especialmente socavado por el Viet Cong en su guerra de túneles.
Tras la reunificación fue parte de la provincia de Quảng Nam-Đà Nẵng y en 1997 se separó siendo el cuarto municipio de Vietnam.

## Clima
Đà Nẵng tiene un clima tropical monzónico (según la clasificación climática de Köppen Am), con dos estaciones: una estación húmeda y tifones que dura desde septiembre a marzo y una estación seca que dura de abril a agosto. Las temperaturas son generalmente altas, con un promedio anual de 25,9 °C (78,6 °F). Las temperaturas más altas se registran entre junio y agosto (con máximas diarias con un promedio de 33 a 34 °C (91 a 93 °F)), y la más bajas entre diciembre y febrero (máximas con promedio de 24 a 25 °C (75 a 77 °F)). El promedio anual de humedad es del 81 %, con máximos entre octubre y diciembre (llegando al 84 %) y mínimos entre junio y julio (que alcanzan 76-77 %).
En promedio, Đà Nẵng recibe 2505 mm (98,6 pulgadas) de lluvia. La lluvia es típicamente más abundante entre octubre y noviembre (con precipitaciones que van de 550 a 1000 mm (22 a 39 pulgadas)) y más escasa entre enero y abril (con precipitaciones de 23 a 40 mm (0,91 a 1,57 pulgadas)). Đà Nẵng recibe un promedio de 2156 horas de sol al año, con máximos entre 234 y 277 horas al mes en mayo y junio y entre 69 y 165 horas al mes en noviembre y diciembre.
| Parámetros climáticos promedio de Đà Nẵng                         | Parámetros climáticos promedio de Đà Nẵng | Parámetros climáticos promedio de Đà Nẵng | Parámetros climáticos promedio de Đà Nẵng | Parámetros climáticos promedio de Đà Nẵng | Parámetros climáticos promedio de Đà Nẵng | Parámetros climáticos promedio de Đà Nẵng | Parámetros climáticos promedio de Đà Nẵng | Parámetros climáticos promedio de Đà Nẵng | Parámetros climáticos promedio de Đà Nẵng | Parámetros climáticos promedio de Đà Nẵng | Parámetros climáticos promedio de Đà Nẵng | Parámetros climáticos promedio de Đà Nẵng | Parámetros climáticos promedio de Đà Nẵng |
| Mes                                                               | Ene.                                      | Feb.                                      | Mar.                                      | Abr.                                      | May.                                      | Jun.                                      | Jul.                                      | Ago.                                      | Sep.                                      | Oct.                                      | Nov.                                      | Dic.                                      | Anual                                     |
| ----------------------------------------------------------------- | ----------------------------------------- | ----------------------------------------- | ----------------------------------------- | ----------------------------------------- | ----------------------------------------- | ----------------------------------------- | ----------------------------------------- | ----------------------------------------- | ----------------------------------------- | ----------------------------------------- | ----------------------------------------- | ----------------------------------------- | ----------------------------------------- |
| Temp. máx. abs. (°C)                                              | 32.8                                      | 36.8                                      | 37.2                                      | 41.1                                      | 39.4                                      | 40                                        | 38.3                                      | 39                                        | 37.8                                      | 36.1                                      | 35                                        | 32.8                                      | 41.1                                      |
| Temp. máx. media (°C)                                             | 24.8                                      | 26.1                                      | 28.7                                      | 31                                        | 33.4                                      | 33.9                                      | 34.3                                      | 33.9                                      | 31.5                                      | 29.6                                      | 27                                        | 24.9                                      | 29.9                                      |
| Temp. media (°C)                                                  | 21.7                                      | 23                                        | 25.1                                      | 27.2                                      | 29.2                                      | 29.7                                      | 29.8                                      | 29.7                                      | 27.8                                      | 26.4                                      | 24.3                                      | 22.1                                      | 26.3                                      |
| Temp. mín. media (°C)                                             | 18.5                                      | 19.8                                      | 21.5                                      | 23.3                                      | 24.9                                      | 25.5                                      | 25.3                                      | 25.5                                      | 24.1                                      | 23.2                                      | 21.6                                      | 19.3                                      | 22.7                                      |
| Temp. mín. abs. (°C)                                              | 8.9                                       | 7.8                                       | 11.1                                      | 7.8                                       | 18.9                                      | 20                                        | 17.8                                      | 21.4                                      | 20.9                                      | 12.2                                      | 7.2                                       | 11.1                                      | 7.2                                       |
| Precipitación total (mm)                                          | 83                                        | 83                                        | 83                                        | 82                                        | 79                                        | 76                                        | 75                                        | 77                                        | 81                                        | 84                                        | 84                                        | 84                                        | 81                                        |
| Días de precipitaciones (≥ 1 mm)                                  | 13.7                                      | 6.9                                       | 4.8                                       | 5.6                                       | 8.9                                       | 8                                         | 8.6                                       | 11.4                                      | 15.4                                      | 21.2                                      | 20.9                                      | 18.6                                      | 144                                       |
| Horas de sol                                                      | 136.4                                     | 152.6                                     | 179.8                                     | 210                                       | 254.2                                     | 240                                       | 241.8                                     | 217                                       | 174                                       | 158.1                                     | 138                                       | 124                                       | 2225.9                                    |
| Fuente n.º 1: World Meteorological Organisation (UN)              |                                           |                                           |                                           |                                           |                                           |                                           |                                           |                                           |                                           |                                           |                                           |                                           |                                           |
| Fuente n.º 2: Deutscher Wetterdienst (extremes, humidity and sun) |                                           |                                           |                                           |                                           |                                           |                                           |                                           |                                           |                                           |                                           |                                           |                                           |                                           |

## Geografía
Đà Nẵng está al sur de la ciudad de Hué, antigua capital del imperio de Vietnam, 764 km al sur de Hanói y 964 km de Ciudad Ho Chi Minh.

## Demografía
Đà Nẵng es la quinta ciudad más poblada de Vietnam, con un área de 1255,53 km² y una población de 951 700 habitantes en 2011. Las mujeres conforman el 50,7 % de la población de la ciudad.

### Crecimiento de la población
La población de Đà Nẵng ha estado creciendo con tasas de entre 2,5 % y 3 % durante la mayoría de años entre 2005 y 2011, aumentando significativamente la media nacional de 1 % a 1,2 %. La tasa de crecimiento aumentó a 3,6 % en 2010 y volvió a la tendencia con 2,68 % en 2011. Esta es la tercera tasa de crecimiento más rápida del país, tras las provincias de Binh Duong (4,41 %) y Dong Nai (3,5 %).

## Ciudades hermanadas
| - Esmirna, Región del Egeo, Turquía. - Hải Phòng, Vietnam. - Iwaki, Fukushima, Japón. - Jersey City, Nueva Jersey, Estados Unidos. - Jiangsu, China. - Kagoshima, Japón. - Kaohsiung, República de China. - Kawasaki, Kanagawa, Japón. - Macao. - Newcastle, Nueva Gales del Sur, Australia. - Oakland, California, Estados Unidos. - Okinawa, Japón. | - Pekanbaru, Riau, Indonesia. - Pittsburgh, Pensilvania, Estados Unidos. - Qingdao, Shandong, China. - San Diego, California, Estados Unidos. - San Francisco, California, Estados Unidos. - Semarang, Java Central, Indonesia. - Shandong, China. - Shizuoka, Japón. - Tacoma, Washington, Estados Unidos. - Toluca, México, México. - Yaroslavl, Central, Rusia. |